# Oh, yes!
Az Oh, yes! c. album Kovács Kati negyvenharmadik nagylemeze. Az album olyan, angol nyelvű világslágereket tartalmaz Kovács Kati előadásában, amelyeket többek között Donna Summer, Barbra Streisand, Madonna vagy Sam Brown vitt sikerre.

## Az album dalai
- Hot Stuff
- Bend Me, Shape Me
- Macarthur Park
- One Way Ticket
- Baby Make Love
- The Wanderer
- Guilty
- Woman In Love
- Solitaire
- Words
- Venus
- Papa Don't Preach
- La Isla Bonita
- I Don't Wanna Get Hurt
- Twist In My Sobriety
- Stop